# Georg Daniel Raht
Georg Daniel Raht (* 4. Januar 1740 in Diez; † nach 1815) war Nassau-Oranischer und später herzoglich nassauischer Amtmann und Justizrat.
Georg Daniel Raht studierte Rechtswissenschaften und trat in den oranischen Staatsdienst ein und stieg bis dort zum Justizrat auf. Er heiratete am 22. November 1768 in Diez Dorothea Philippine geborene Herborn, die Tochter des Schöffen Johann Georg Herborn.  Sein Sohn Adolph Raht wurde ebenfalls Jurist und wurde als nassauischer Landtagsabgeordneter bekannt. Zwischen 1781 und 1789 war er Amtmann im Amt Rennerod. 1811 bis 1813 war er Amtmann im Amt Nassau.